# セントマイケル教会 (カイルア・コナ)

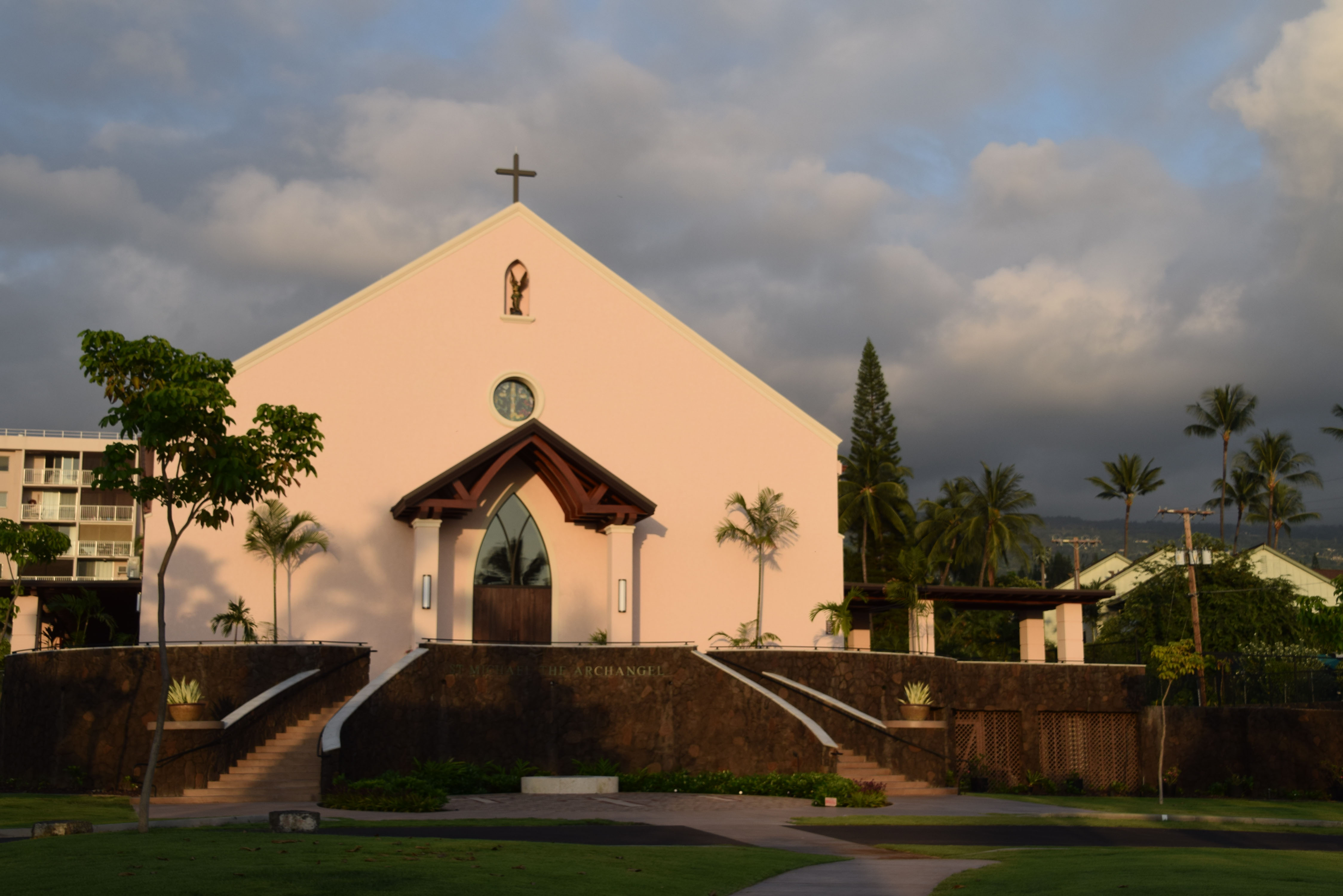
ハワイ州カイルア・コナにあるセントマイケルズ教会 (2015年-)。右に修道院も少し見える。

セントマイケル教会（セントマイケルきょうかい、英語: St. Michael the Archangel Church）は、正式名称は大天使聖ミカエル教会で、アメリカ合衆国ハワイ州のハワイ島カイルア・コナにあるカトリック小教区である。アメリカ合衆国のカトリックのサンフランシスコ大司教区・ホノルル司教区（Roman Catholic Diocese of Honolulu）とその司教の管轄下にある。

## 概要
1839年6月17日、カメハメハ3世は、寛容令でハワイ王国の宗教の自由を宣言した。大天使聖ミカエルにちなんで名付けられたこのミッションは、ハワイ島で最初のカトリック教会（1840年設立）である。最初のミサは小さな芝生の小屋であったが、1841年にジョン・アダムズ・クアキニ知事がモクアイカウア教会の南の土地をカトリックのミッションに与えた。大きな教会堂は、ヨアヒム・メレシェル神父の下で1850年に完成し、彼は1859年に教会の中に埋葬されている。1940年にベンノ・エバーズ神父が、元の井戸の場所の上にカイルア湾からの珊瑚でできた記念碑を作った。
2006年10月15日の地震で元の教会堂は甚大な被害に遭い、2007年9月24日に閉鎖を余儀なくされ、ミサは敷地内のテントで行われた。2009年、小教区は教会が2009年11月に取り壊されることを発表し、修道院として機能していた近くの建物も取り壊された。新しい教会堂と修道院の建設は2013年の初めに始まり、2015年3月24日に完成・聖別された。
長い歴史を持つこの教会の歴史を詳述した本は、2009年に出版された。

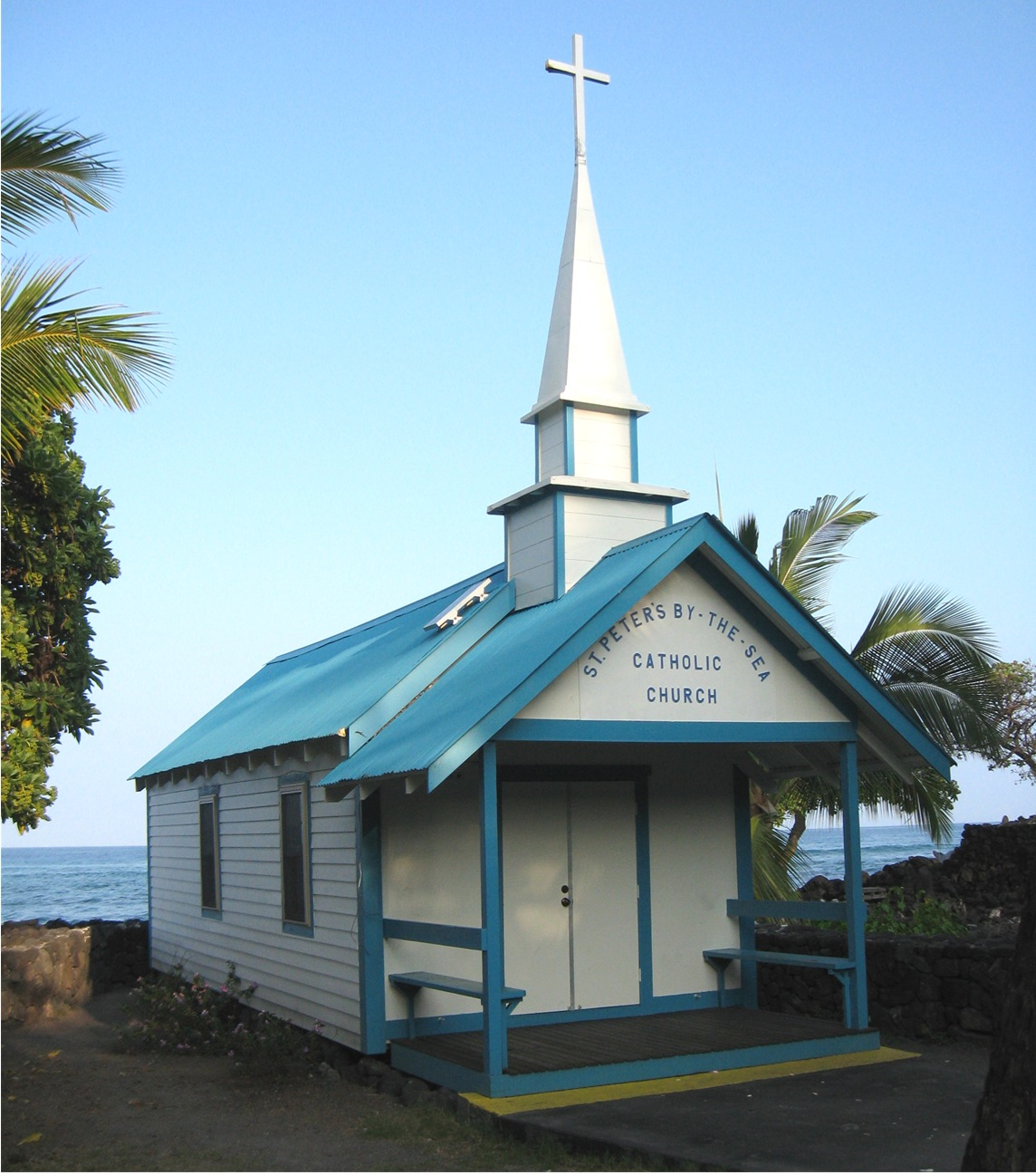
海辺のセントピーターズ・ミッション教会（「リトル・ブルー・チャーチ」

小教区内には、ホルアロア（Holualoa）にセントポール（老朽化のため使用停止）、カハルウ湾に海辺のセントピーター（「リトル・ブルー・チャーチ」）、カラオアにホーリー・ロザリオのミッション教会もある。ホーリー・ロザリオの土地は、1876年にカラカウア王によって教会に与えられたものである。
カイルア・コナには大きな公共のホールがないため、大規模な音楽会などには、この教会の教会堂、キングカメハメハ・コナビーチ・ホテルなどのボールルーム（Ballroom）がよく使われる。